# Clubiona lutescens
Clubiona lutescens là một loài nhện trong họ Clubionidae.
Loài này thuộc chi Clubiona. De bonte zakspin được Johan Peter Westring miêu tả năm 1851.

## Zie ook
- Lijst van Europese spinnen